# تارا فیتزجرالد
تارا فیتزجرالد (انگلیسی: Tara Fitzgerald؛ زادهٔ ۱۸ سپتامبر ۱۹۶۷) یک هنرپیشه اهل بریتانیا است.
او در فیلم مرد انگلیسی و آژیرها بازی کرده‌است.